# 富山地方鐵道16010型電聯車
富山地方鐵道16010型電聯車（日语：／ Toyama Chihō Tetsudō 16010-gata densha）是富山地方鐵道使用的電聯車。16010型是為了替換該公司車體老化的舊型車輛，而由西武鐵道轉讓的西武5000系電聯車改造而成的車輛，並於1995年7月將首輛編組投入使用。

## 引入背景
富山地方鐵道自1979年引進富山地方鐵道14760型電聯車以來，便開始將其擁有的鐵路車輛陸續安裝空調系統。同時該公司也將自京阪電氣鐵道購入的初代京阪3000系電聯車改裝成富山地方鐵道10300型電聯車，以便汰換舊型的鐵路車輛。截至1995年1月，富山地方鐵道鐵道線上的51輛客車中共有47輛安裝空調系統。而當時仍有4輛未安裝空調系統的車輛需要汰換，且京阪3000系電聯車已無法再向京阪電車購入，因此該公司決定另尋可購入列車其他鐵路公司。
當時西武鐵道的西武5000系電聯車正在逐步廢車，而富山地鐵的相關人員在對實體車輛進行調查後，認為車體狀況良好且符合觀光與通勤用的需求，因此於1995年1月決定向西武鐵道購入該型車輛。但當時西武鐵道已決定將西武5000系的台車及主要設備移用至其預計投入使用的新型車輛西武10000系電聯車。因此富山地鐵決定僅向西武鐵道購入5000系的車體，並透過向其他家鐵路公司的轉讓或是重新打造的方式彌補車輛的主要設備，並由該公司的地鐵稻荷町工廠（現稻荷町技術中心）進行改造工程。

## 運用
2010年10月16日，16010型電聯車結束在附餐地鐵的鐵道線上進行3輛為一編組的運轉。2011年12月，16010型的第二編組由日本的工業設計師水戶岡銳治重新設計成觀光列車「阿爾卑斯特快」，並於同月的22日在電鐵富山站舉行發車典禮。